# SNCB 55 sorozat
Az SNCB 55 sorozat egy belga Co-Co tengelyelrendezésű dízelmozdony-sorozat. Az SNCB üzemelteti. Összesen 42 db készült belőle 1961 és1962 között a BN/ACEC/SEMG-nél.
A sorozatból hat mozdony (5501, 5506, 5509, 5511, 5512 és 5514) fel van szerelve TVM 430 vonatbefolyásoló rendszerrel és Scharfenbergkupplunggal. Ezek a mozdonyok a belga HSL 1 nagysebességű vonalon is közlekedhetnek, hogy kisegítsék a bajba jutott nagysebességű motorvonatokat. Külsejükre egy vörös csík és a TVM rövidítés van felfestve.